# Galerie Chantal Crousel
La galerie Chantal Crousel est une galerie d'art contemporain située à Paris, fondée par Chantal Crousel en 1980. Elle représente des artistes internationaux dont le travail s'appuie sur une grande variété de médiums.

## Historique
La galerie est située au 10, rue Charlot, dans le troisième arrondissement de Paris, au fond d'une cour du quartier du Marais, depuis 2005,. Elle a ouvert ses portes en 1980, au 80, rue Quincampoix, à proximité du centre Beaubourg. Pour Chantal Crousel, cette galerie consacrée à l'art contemporain fait suite à une autre galerie, La Dérive, créée en 1976 avec Jacques Blazy, un historien de l'art spécialiste des arts premiers et des arts précolombiens.
Pour les 40 ans de la galerie, une anthologie, Jure-moi de jouer, a été publiée aux éditions Is-Land,. Au fil des décennies, la galerie a présenté des artistes tels que Tony Cragg, Cindy Sherman, Alighiero Boetti, Richard Prince, Jenny Holzer, Wolfgang Laib, Gabriel Orozco, Mona Hatoum, Rirkrit Tiravanija, Sigmar Polke, Thomas Hirschhorn, Melik Ohanian ou encore Clément Rodzielski . Pour plusieurs de ces artistes, l'exposition dans la galerie Chantal Crousel a été la première en France, par exemple pour l'artiste conceptuelle américaine Jenny Holzer, la photographe américaine Cindy Sherman ou le sculpteur britannique Tony Cragg.

## Direction
La galerie est dirigée par Chantal Crousel et Niklas Svennung, son fils, qui l'a rejointe en 2000 après un passage par des galeries new-yorkaises.

## Artistes représentés
La galerie représente actuellement les artistes suivants : Allora & Calzadilla (en), Tarek Atoui, Abraham Cruzvillegas (en), Roberto Cuoghi, David Douard, Mimosa Echard, Dominique Gonzalez-Foerster, Wade Guyton, Fabrice Gygi, Mona Hatoum, Thomas Hirschhorn, Pierre Huyghe, Hassan Khan (en) , Yuki Kimura, Michael Krebber (de), Glenn Ligon, Jean-Luc Moulène, Moshe Ninio, Melik Ohanian, Gabriel Orozco, Seth Price (en), Clément Rodzielski, Willem de Rooij (en), Anri Sala, José María Sicilia (en), Sean Snyder, Reena Spaulings (en), Wolfgang Tillmans, Rirkrit Tiravanija, Oscar Tuazon, Danh Vo, Wang Bing, Haegue Yang, Heimo Zobernig.